# 586 př. n. l.

## Události
- červen – babylonský král Nabukadnezar II. dobývá Jeruzalém; zaniká judské království. Začíná tzv. babylonské zajetí (vročení nejisté, alternativní rok: 587 př. n. l.).
- Začíná Nabukadnezarovo obléhání Týru.

## Hlava státu
Médská říše:
- Kyaxarés II. (Uvachštra)

Persis:
- Kambýsés I.

Egypt:
- Haibre (26. dynastie)

Novobabylonská říše:
- Nabukadnezar II.